# Enulius roatanensis
Enulius roatanensis es una especie de serpientes de la familia Dipsadidae.

## Distribución geográfica
Es endémica de Roatán, en las islas de la Bahía (Honduras).

## Estado de conservación
Se encuentra amenazada por la pérdida de su hábitat natural.